# خرس سیاه آمریکایی
خرس سیاه آمریکایی (نام علمی: Ursus americanus) یک خرس متوسط الجثه و بومی آمریکای شمالی است. این گونه کوچکترین و فراوان‌ترین گونهٔ خرس در این قاره‌است. خرس سیاه مانند انسان همه‌چیزخوار است و رژیم غذایی‌اش تا حد زیادی وابسته به زمان و مکان است.
این گونه به‌طور معمول در مناطق جنگلی انبوه زندگی می‌کند، اما معمولاً برای جستجوی غذا جنگل را ترک می‌کند. این حیوان گاهی برای یافتن غذا به جوامع انسانی و شهرها نزدیک می‌شود.
به دلیل تعداد زیاد و پراکندگی بالای این جانور نگرانی در مورد تهدید جمعیت و انقراض آن وجود ندارد. جمعیت این جانور در طبیعت به تنهایی در حدود دو برابر مجموع جمعیت سایر گونه های خرس تخمین زده می شود.